# Sylvestre Ier d'Antioche
Pour les articles homonymes, voir Sylvestre.
Sylvestre Ier (s.d.) fut patriarche orthodoxe d'Antioche et de tout l'Orient de 1724 à 1766.